# Al-Wahda-Damm
Der al-Wahda-Damm, auch Wehdah-Damm (arabisch سد الوحدة Sadd al-Waḥda ‚Damm der Einheit‘), steht am Jarmuk, etwa 120 km nördlich von Amman auf der syrisch-jordanischen Grenze. Der Staudamm ist etwa 86 Meter hoch und 485 m lang. Das Absperrbauwerk ist als Gewichtsstaumauer aus Walzbeton ausgeführt.
Die Talsperre dient der Bewässerung und wird von der Jordan Valley Authority in Amman betrieben.
Die Hochwasserentlastung führt mit einer Breite von 250 m über die Mauerkrone.
Hauptauftragnehmer ist die türkische Baufirma Özaltin. Geplant wurde das Projekt unter anderem von MWH Global.
Vorher war an dieser Stelle schon einmal ein größerer Damm geplant gewesen, zu dessen Bau es nicht gekommen ist. Der „al-Maqarin-Damm“ sollte ursprünglich 171 m hoch werden. Die Talsperre unterbricht den Verlauf der stillgelegten Bahnstrecke Haifa–Darʿā östlich der Siebten Jarmukbrücke und das gestaute Wasser bedeckt damit den weiteren östlichen Streckenverlauf mit den Bahnhöfen asch-Schadschara und Maqarin, beide 1905 eröffnet. 